# 祭場強盗殺人事件
祭場強盗殺人事件（まつりばごうとうさつじんじけん）は、1958年2月18日午前2時30分頃（旧暦正月元日）に熊本県阿蘇郡高森町大字中字祭場で発生した強盗殺人事件。「祭場事件」とも。被害者は5名（即死1名・翌日死亡2名・重症2名）。
犯人は2名でいずれも1966年2月27日に、犯人Aは東京都昭島市朝日町にて午後9時30分、犯人Bは長崎市戸町にて午後5時50分にそれぞれの居宅で8年の歳月を経て逮捕された。

## 概要
1958年2月18日午前5時頃、阿蘇郡高森町野尻巡査駐在所に、同町大字中字祭場の職業農業の男性ほか6名が駆け込み「祭場の女性方に賊が入り、寝ていた女性を打ち殺し、ほかの者に怪我をさせ手提金庫を奪って逃げました。」と届け出た。駐在巡査は、直ちに本署高森警察署に電話報告するとともに現場に急行して同町大字中に居住する男性医師に依頼して、被害者に応急手当を加える一方、現場保存に着手した。一方、野尻巡査駐在所の報告を受けた高森警察署長は、強盗殺人事件とみて、署員の非常招集を行い、現場を中心として汽車・バスなどの発着所、主要道路について緊急配備を実施させるとともに、県警本部に報告、捜査員を引率して現場に急行、初動捜査に着手した。
熊本県警察本部では、県警本部長橋本警視長が高森署長吉永警視に対し
- 被害者の死体は解剖に付すること
- 緊急配備を続行すること
- 凶器及び被害品などの捜査を実施すること
- 現場を中心とした足取捜査を実施し、犯人の割り出しに務めること

などの捜査事項を電話で指示するとともに、刑事部長兼捜査第一課長が出張中のため、捜査第一課次席及び同課員、鑑識課長及び同課員を急派し、所轄署員と共に捜査に当たらせる一方、被害者の解剖を熊本大学法医学教授に嘱託した。

## 被害者及び被害の程度
1. 雑貨商　A（46歳）頭蓋骨骨折（即死）
2. 上長男　B（23歳）頭部打撲[1]
3. 農業　C（60歳）頭蓋骨骨折（2月19日死亡）
4. 農業　D（42歳）頭蓋骨骨折（2月19日死亡）
5. 農業　E（67歳）頭部打撲傷（重症）

## 被害品
1. 手提金庫1個（在中品＝現金約35,000円、女物金側腕時計一個、牛の血統書及び遺族年金証書など）
2. 懐中電灯1個（朝日印乾電池二本入り時価300円相当）

## 現場鑑識
捜査員が現場に到着したときには、被害者救護のため、近親者や部落民多数が現場に立ち入っていたため、相当荒らされており、また、屋外は雪どけのため足跡等犯人を特定する資料の発見は困難をきわめたが、周辺から屋内に向かって綿密な観察を始めたところ、表縁側に中央部の紋様がわずかに認められる程度の足痕跡三個を発見、ゼラチン紙で採集した。更に、指紋及び掌紋については、物色したと認められる六畳の茶の間から16個、店舗陳列棚から4個を採取した。
凶器は、六畳茶の間の障子に立てかけてあった長さ1メートル、直径8センチメートルの杉丸太1本（血液付着）、また、被害者方から約50メートル西方の道路側溝から90センチメートル、直径8センチメートルの檜丸太一本（血液付着）

## 関係者からの事情聴取（被害者 長男B）
被害者の一人で幸い助かった長男のB（当時23歳）から事情を聞いてみると「被害者方は、被害者A（46歳）、長女（27歳）、長男B（24歳）、次男（23歳）、三男（20歳）の5人家族であったが長女は1958年1月結婚して県内の町へ、次男は福岡県へ、三男は隣村へ出ており、実家には母Aと長男Bの2人が居住、わずかな農地を耕作する傍ら雑貨商を営んで生活している。
2月17日は、旧暦の大晦日に当たるため、被害者C,D,E3名の加勢を受けて昼過ぎから午後10時ごろまでかかって餅つきをして疲れており、加勢の3人も被害者A方に泊まることとなり、縁側の雨戸の戸締まりをするのも忘れて就寝した。就寝してどれくらいたったのか時間ははっきりしないが、午前2時か3時ごろと思うころ、頭を2つぐらい強く殴られたような気がして、夢をみているような状態であった。しばらくして頭がはっきりしてきたので、布団をはねて起き上がろうとしたら、茶の間の方に懐中電灯の光が見えるので、泥棒が入っていると直感した。と同時に、この懐中電灯を持っていた男と、いま1人の男の2人が、自分（被害者B）と被害者Dが寝ている部屋を走って外に出て行った。
懐中電灯を持っていた男は、乗馬ズボンに長靴をはき、いま1人の男は、カーキ色のような乗馬ズボンにゴムの半長靴をはき、ジャンパー様のものを着て帽子をかむっていたようであった。また、身長は自分が五尺六寸五分（約1.71メートル）あるが、2人とも自分より少し小さかった、姿からして30歳ぐらいではなかったかと思う。なくなっているのは、四畳半の部屋においていた35,000円などが入っていた手提金庫1個と、商品の懐中電灯1個のようである。」と説明している。

## 捜査本部の設置
初動捜査状況の報告を受けた熊本県警察本部長橋本警視長は、事件の重大性と捜査の困難性を考慮し、1958年2月18日午後2時、高森警察署に熊本県警察本部刑事部長兼捜査第一課長を長とする特別捜査本部の設置を指示し、高森署では、次の通り「祭場事件特別捜査本部」を設置、現地には、捜査に便利な阿蘇郡高森町大字中字祭場の民家を借り受けて現地捜索班を置いた。

### 捜査方針
これまでの初動捜査の状況を検討、土地鑑、敷鑑ともにある者の犯行とみて、次の捜査方針を決定した。
- 死亡者 被害者Aの解剖（死因等の鑑定）
- 綿密な現場鑑識の徹底
- 現場を中心とした聞き込みの実施と、犯人の入りと出の足の捜査
- 凶器の出所と被害品の捜査
- 不審者・不良者の洗い出し
- その他の捜査

## 死体解剖の結果
即死していた被害者Aの死体は、1958年2月18日午後3時40分から、同町字祭場の共同墓地で熊本大学医学部教授医学博士の執刀で解剖したが、その結果は次の通りであった。
- 前額部に上左方から前下稍右方に長さ6.2センチ、深さ0.7センチの挫創1個、右頭頂部に右後方から左前方に長さ約4.7センチ、深さ0.7センチの挫創1個、右頭頂部左上部に右挫創と平行して長さ2.2センチ、深さ0.8センチの挫創1個、右頭頂部右下部にほぼ前後縦に長さ3.4センチ、深さ1センチの挫創1個、を存し、内部においては前頭骨部に左右経約13センチ、上下経約8センチ、更に右頭頂骨前部に連続する挫滅状骨折及び骨礐（れき）裂を形成し、左側硬脳膜外出血、大脳左前頭葉及び側頭葉部に著名なる脳挫創を伴う。前項の頭部挫創は、本屍の生前前頭部右側部を硬固にして大、重量なる棒状の鈍器を用いて強力に数回打撲したために惹起した損傷と認められる。
- 死因は、前頭前頭部及び右頭頂部打撲による頭蓋骨の挫滅状骨折及び脳挫傷であり、本屍は、他殺である。
- 血液型はO型
- 死後経過時間は、12時間内外と推測せられる。

この被害者Aの死体解剖のあと、2月19日には被害者C,Dが続いて死亡したため、同日、祭場の共同墓地で両人の解剖が行われたが、両名とも被害者A同様頭蓋骨骨折による死亡で、血液型は両人ともB型であった。なお、解剖と共に被害者Eの血液鑑定を依頼したところ、その結果はA型であった。

## 凶器の出所と被害品の捜査

### 凶器の出所
凶器に使用された丸太については、根元の折れ具合などから垣根に使用されたものとみて、聞き込みと併せて捜査する一方、現場付近一帯の垣根を調査したが、どこから持って来たものか全然判明しなかった。

### 被害品の捜査
消防団員90名、部落民30名の協力を得て連日一斉検索を実施した結果、2月21日午前11時ごろ、現場から西北3.9キロメートルの地点、中村川（冬期は水なし）から発見した。
金庫には、ビニール袋に入った千円札のみの現金3万円分がそのまま残っており、封筒在中の書類ほか小銭約5,000円がなくなっていた。なお、なくなっていた書類は、捜索中の3月9日、金庫を発見した場所から約50メートル北西方の上流で発見した。封筒の中には牛の血統書、遺族年金証書が入っていた。

## 裁判
犯人Aと犯人Bは強盗殺人、同未遂、住居侵入罪で起訴された。
1966年12月20日、熊本地方裁判所はAに死刑、Bに無期懲役の判決（求刑はともに死刑）。1968年3月29日、福岡高等裁判所は減軽を求めるAの控訴と、Bの死刑を求める検察の控訴を、それぞれ棄却した。Bの無期懲役が確定。Aは上告したが、1969年3月25日、最高裁判所は上告を棄却し、Aの死刑が確定した。1975年7月11日、死刑執行。
Aと同じ福岡拘置所にて服役していた免田栄（免田事件）によると、Aは無学で意思表示の言葉が弱く、確定判決を不服に思っていたが、再審請求をしなかった。おとなしい人間で、カトリック信者だったという。